# Meir Zarchi
Meir Zarchi (en hebreo : מאיר זרחי; nacido el 1 de febrero en 1937) es un director de cine, guionista y productor israelí-estadounidense.

## Carrera
El primer crédito cinematográfico profesional de Zarchi provino de proporcionar la historia del drama israelí de 1962 Nini .
La primera película de Zarchi como director fue I Spit on Your Grave, también conocido como Day of the Woman (1978), protagonizada por Camille Keaton , con quien se casó al año siguiente. La historia de una mujer que busca venganza violenta de los hombres que la violaron, Grave fue considerada controvertida en el momento de su liberación y sufrió censura en varios países. En 2010, el ejecutivo de Zarchi produjo el remake de I Spit on Your Grave , y luego las secuelas posteriores del remake I Spit on Your Grave 2 (2013) y I Spit on Your Grave III: Vengeance is Mine (2015).
El segundo esfuerzo de Zarchi se produjo siete años después con el drama de venganza, ambientado en la ciudad de Nueva York, Don't Mess with My Sister (también conocido como "Family and Honor"), que fue nominado por el American Film Institute, The Hollywood Reporter y Billboard Magazine como Mejor largometraje de ficción en video.

## Filmografía
- I Spit on Your Grave (1978) - guionista, director y productor
- Don't Mess with My Sister (1985) - guionista, productor y director
- I Spit on Your Grave (2010) - productor ejecutivo
- I Spit on Your Grave 2 (2013) - productor ejecutivo
- I Spit on Your Grave III: Vengeance is Mine (2015) - productor ejecutivo
- I Spit on Your Grave: Deja Vu (2019) - escritor, director y productor